# Stelle emigranti
Stelle emigranti è un documentario italiano del 1982 diretto da Francesco Bortolini e Claudio Masenza, presentato durante la Mostra internazionale d'arte cinematografica di Venezia e trasmesso poi su Raiuno.

## Trama
Documentario che ricostruisce la vita di alcune attrici italiane ad Hollywood, che sono riuscite ad imporsi anche nel cinema oltreoceano.